# Zhao Xue
Zhao Xue (赵雪; Zhào Xuě), född 6 april 1985 i Jinan, i provinsen Shandong, Kina är en kinesisk schackspelare och stormästare i schack (GM).
Xue blev guldmedaljör med det kinesiska laget i Världsmästerskapet i schack för damlag 2007, 2009 och 2011. Hon blev också guldmedaljör med det kinesiska damlaget i Schackolympiaden 2002 och 2004.
Xue har tävlat i Världsmästerskapet i schack för damer 2004, 2006, 2008, 2010, 2012, 2015 och 2017.

## Schackkarriär
Zhao Xue blev guldmedaljör i världsmästerskapet för unga 1997 i gruppen under 12 år och 1999 i gruppen under 14 år. 2002 vann hon också världsmästerskapet för damjuniorer, genom att besegra den regerande mästarinnan Humpy Koneru i tie break. Segern kvalificerade henne till Världsmästerskapet för damer 2004. I knock out-turneringen slog hon ut iranskan Shadi Paridar i första ronden och förlorade sedan mot tyskan Elisabeth Pähtz.
Xue har tävlat i Världsmästerskapet i schack för damer 2004, 2006, 2008, 2010, 2012, 2015 och 2017. Bäst har hon lyckats i världsmästerskapet 2010 där hon nådde semifinal. I semifinalen ställdes hon mot landslagskollegan Ruan Lufei och förlorade med 1½-2½ i matchpoäng., efter tre remier och sedan förlust i det ena snabbschackpartiet.
Xue erhöll stormästartiteln 2008.

### Världsmästerskap i lag för damer
2007 var Xue medlem i det kinesiska lag som vann det första Världsmästerskapet i schack för damlag, tillsammans med Huang Qian, Hou Yifan, Ruan Lufei och Shen Yang i Jekaterinburg I Ryssland. Hon spelade vid bord 1 och nådde resultatet 81,3 vinstprocent via 5 vinster, 3 remier och ingen förlust.
Xue deltog också i det kinesiska lag som vann det andra Världsmästerskapet för damlag 2009, i Ningbo i östra Kina.  Hon spelade också här vid bord 1 och nådde det mer måttliga resultatet 56,3 vinstprocent på 8 partier. Laget bestod i övrigt av Hou Yifan, Shen Yang, Ju Wenjun och Huang Qian. Det kinesiska laget misstänktes ha vunnit den jämna tätstriden mot det ryska och ukrainska laget i en avslutande ”läggmatch” mot Vietnam. Det vietnamesiska laget hade vinnande ställningar på gång i två av partierna, när spelarna erbjöd remier. Det var särskilt matchpartiet mellan den lågt rankade Pham Bich Ngoc (2145) och Huang Qian (2424), som väckte misstankar. Vietnamesiskan hade en avgörande attack på gång och tre bönder upp och bjöd ändå remi. Tack vare 2-2 i matchen mot Vietnam fick Kina som hamnade på samma slutpoäng som Ryssland och Ukraina (12 poäng) bäst matchpoäng totalt (21,5 p) och hamnade därmed en halvpoäng före Ryssland och en poäng före Ukraina och vann lagguldet. Det fanns också misstankar beträffande Xues parti mot Vietnam: Pham Le Thao Nguyen (2301) - Zhao Xue (2542)

### Schackolympiaden för damer
Xue har deltagit med det kinesiska damlaget i samtliga schackolympiader som arrangerats mellan 2002 och 2014. 2002 var hon första reserv och nådde det smått otroliga resultatet 91,7 vinstprocent via 11 vinster, 0 remier och 1 förlust. Laget vann guldmedalj och Xue tog dessutom två individuella guldmedaljer. 
- 2004 spelade hon vid bord 3, med resultatet 83,3 vinstprocent via 8 vinster, 4 remier och ingen förlust. Laget vann guldmedalj igen och Xue tog två individuella medaljer, guld vid bord 3 och brons totalt.
- 2006 hade hon avancerat till bord 1. Här nådde Xue 76,9 vinstprocent via 7 vinster, 6 remier och ingen förlust. Laget vann bronsmedalj och Xue tog individuell guldmedalj för resultatet vid bord 1.
- 2008 spelade Xue vid bord21. Hon nådde 59,1 vinstprocent via 4 vinster, 5 remier och 2 förluster. Laget slutade på åttonde plats.
- 2010 spelade Xue vid bord 3. Då nådde hon 70,0 vinstprocent via 6 vinster, 2 remier och 2 förluster. Laget vann silvermedalj och Xue blev individuell fyra vid bord 3.
- 2012 spelade Xue också vid bord 3. Hon nådde 80,0 vinstprocent via 8 vinster och 2 förluster. Laget vann silvermedalj och Xue tog individuell guldmedalj.
- 2014 slutligen nådde hon vid bord 3 71,4 vinstprocent via 3 vinster, 4 remier och ingen förlust. Laget vann silvermedalj och Xue spelade för få partier för ett individuellt resultat.[2]

Zhao Xue spelar för Beijings schackklubb i kinesiska ligan (CCL).